# Umberto Giordano

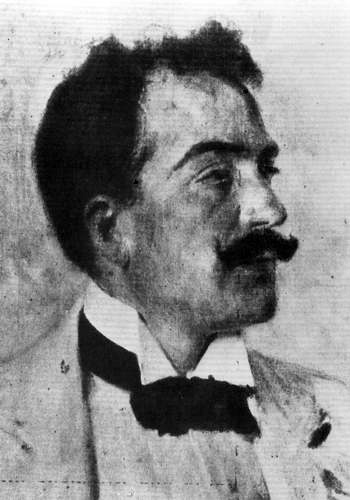
Umberto Giordano

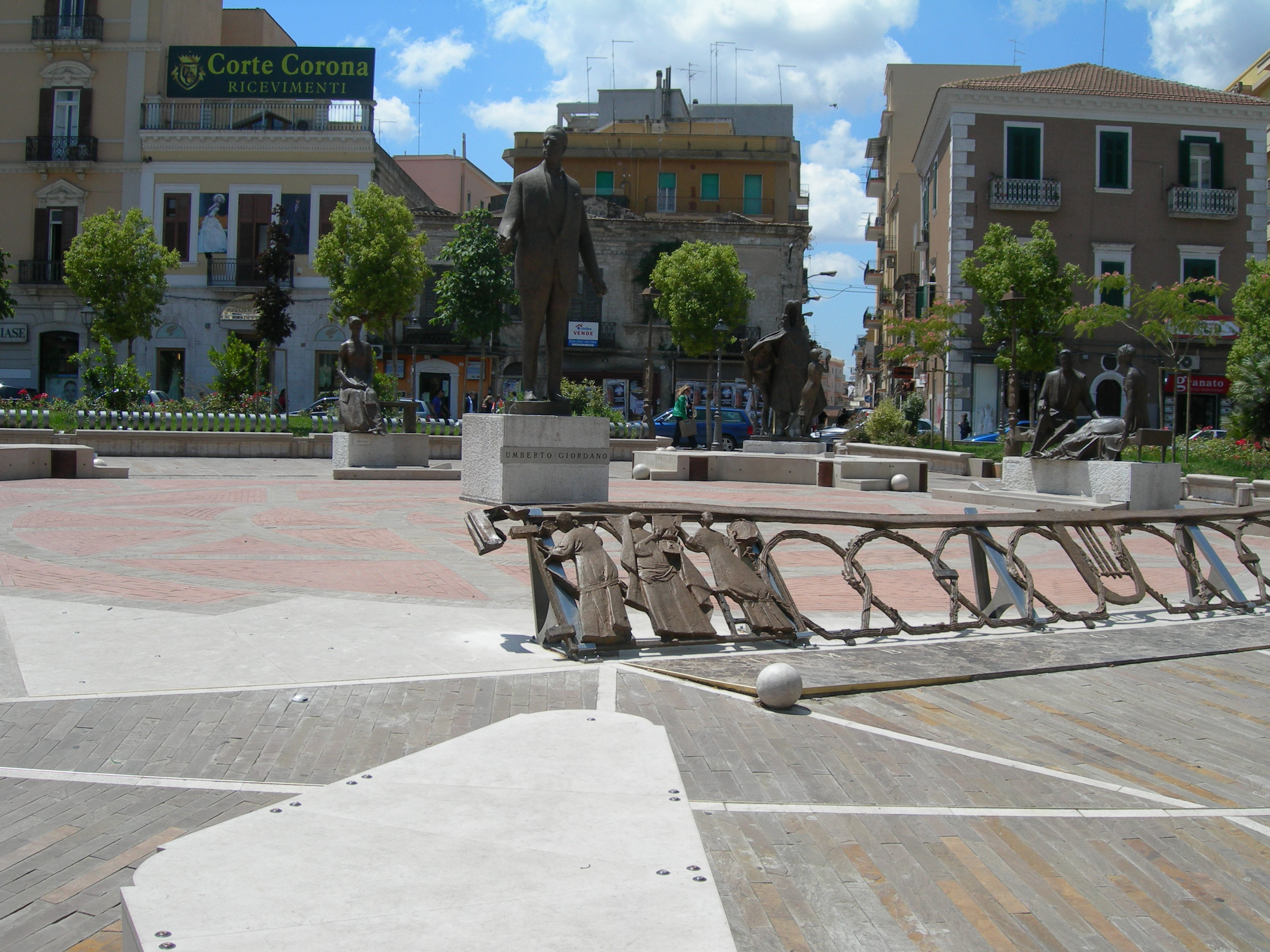
Piazza Giordano in Foggia

Umberto Giordano (Foggia, 28 augustus 1867 – Milaan, 12 november 1948) was een Italiaans componist.

## Biografie
Giordano werd musicus, zeer tegen de wil van zijn vader in, die een gerespecteerd apotheker was. Tot 1890 studeerde hij met onderbrekingen aan het Conservatorio di San Pietro a Majella di Napoli van Napels. Nog tijdens zijn studie, in 1889, deed hij mee aan een wedstrijd voor de compositie van opera eenakters, uitgeschreven door de bekende Milanese uitgever Sonzogno. 
Hij componeerde hiervoor zijn eerste werk Marina, waarmee hij weliswaar niet in de prijzen viel, (de eerste prijs ging naar Pietro Mascagni, voor zijn werk Cavalleria Rusticana), maar hij werd toch nog zesde, tevens trok hij met zijn werk de belangstelling van Sonzogno, waar hij de opdracht van kreeg, een avondvullende opera te schrijven. Zo ontstond zijn tweede opera Mala Vita (Rome, 1892, (tevens het meest extreme stuk van het opkomende verisme), Mala Vita werd zeer populair in Duitsland en Oostenrijk, maar kon in Italië, (evenals zijn volgende werk Regina Diaz (Napels, 1894)), maar weinig waardering vinden. Zijn grootste en blijvende succes, boekte hij met Andrea Chénier (Milaan, 1896), een 'Dramma Istorico', gebaseerd op het leven van de Franse dichter André Chénier.
Door zijn succes met Andrea Chénier werd hij opgenomen in de 'club' van leidende componisten de zogeheten 'Giovane Scuola'.
Al lange tijd speelde Giordano met de gedachte een opera te schrijven, gebaseerd op het werk van Victorien Sardou, genaamd Fedora, die toestemming verkreeg hij, nu Sardou onder de indruk was van Andrea Chénier.
Met het libretto van Arturo Colautti componeerde hij Fedora, die de première kreeg in het Teatro Lirico in Milaan (1898).
Fedora had zo'n succes dat dit in Italië leidde tot het gezegde 'Fedora fe d'oro' , oftewel Fedora levert goud op.
Zeker is, dat de tot op hoge leeftijd onafgebroken roem van Giordano in hoofdzaak (naast Andrea Chénier) berustte op dit werk.
Giordano wilde de 'eenheidspartituur' invoeren, hetgeen hem niet gelukte.

## Werken

### Opera's
- Marina (1889)
- Mala Vita (1892), later omgedoopt in Il Voto (de gelofte) (1897)
- Regina Diaz (1894)
- Andrea Chénier (1896)
- Il Voto (1897)
- Fedora (1898)
- La Siberia (1903)
- Marcella (1907)
- Mese Mariano (1910)
- Madame Sans Gêne (1915)
- La cena delle beffe (1924)
- Il Re (1929)

### Overige Werken
- Orkeststukken
- Pianowerken
- Liederen
- Balletten
- Toneelmuziek

- Bibsys: 3359
- Biblioteca Nacional de España: XX969411
- Bibliothèque nationale de France: cb13894493q (data)
- Catàleg d'autoritats de noms i títols de Catalunya: 981058529000506706
- CiNii: DA04487698
- Gemeinsame Normdatei: 119264935
- International Standard Name Identifier: 0000 0001 2099 1719
- Library of Congress Control Number: n79107709
- Nationale Bibliotheek van Letland: 000139120
- MusicBrainz: e3d1c4a4-d64e-4afa-9fc7-264fb871d0e0
- Bibliotheek van het Japanse parlement: 00957134
- Nationale Bibliotheek van Tsjechië: jo20000075490
- Nationale bibliotheek van Australië: 35806184
- Nationale Bibliotheek van Israël: 987007274974805171
- Nationale Bibliotheek van Polen: a0000002371112
- Nationale en Universitaire bibliotheek Zagreb: 000105792
- Nederlandse Thesaurus van Auteursnamen: 070774005
- Istituto Centrale per il Catalogo Unico: CFIV023116
- LIBRIS: 281345
- SNAC: w68917rj
- Système universitaire de documentation: 033310998
- Trove: 1095797
- Virtual International Authority File: 12491416
- WorldCat: E39PBJy4dryWQDmgTD8f4KCWjC